# Euonymus assamicus
Euonymus assamicus là một loài thực vật thuộc họ Celastraceae. Đây là loài đặc hữu của Ấn Độ.